# 笹下釜利谷道路
笹下釜利谷道路（ささげかまりやどうろ）とは、横浜市港南区関ノ下交差点から同市金沢区君ヶ崎交差点を結ぶ道路の通称である。
この道路の一部区間（起点の関ノ下交差点 - 金沢区釜利谷東六丁目）は、横浜市において「3環状10放射道路」を構成する放射路線の一つである都市計画道路横浜逗子線（3・4・2号）の一部となっている。

## 起点・終点

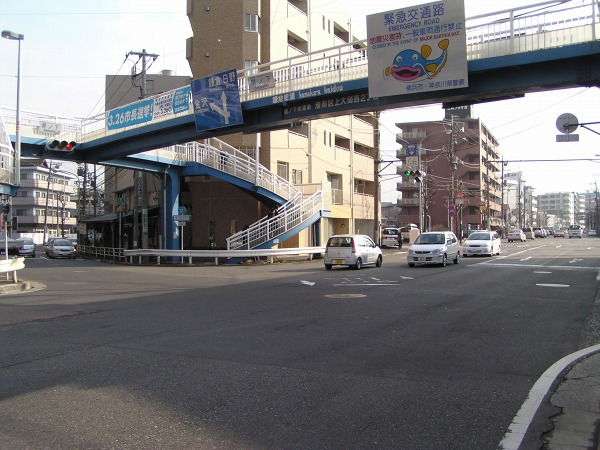
関ノ下交差点。左側が笹下釜利谷道路

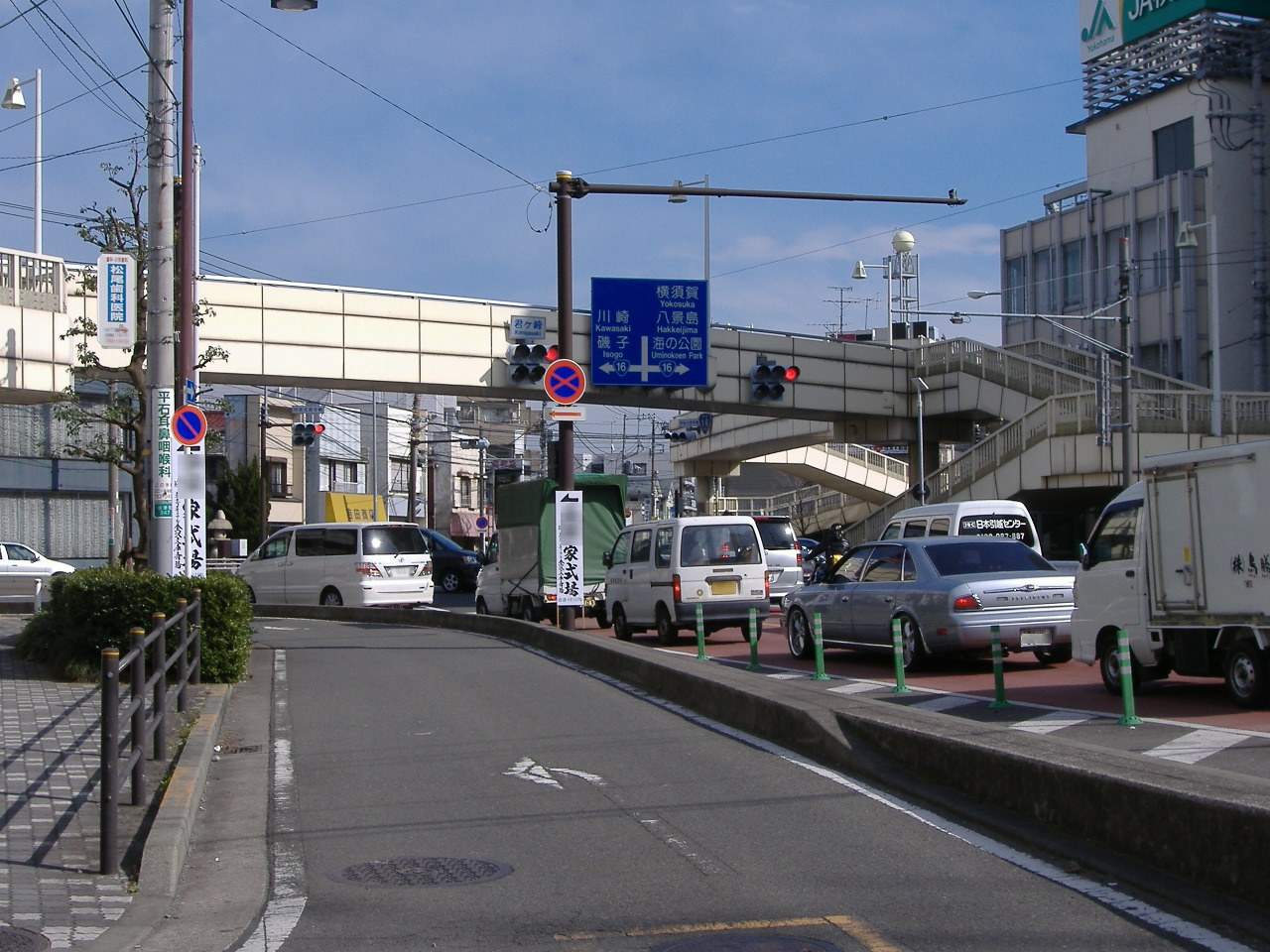
君ヶ崎交差点。国道16号と交差。直進すると寺前の住宅街

- 起点：横浜市港南区上大岡西 関ノ下交差点（神奈川県道21号横浜鎌倉線、通称鎌倉街道）
- 終点：横浜市金沢区寺前 君ヶ崎交差点（国道16号）

### 認定路線名
- 神奈川県道22号横浜伊勢原線（関ノ下交差点 - 磯子区栗木一丁目）
- 横浜市道横浜逗子線（関ノ下交差点 - 金沢区釜利谷東六丁目）
- 横浜市道栗木金沢文庫線（栗木一丁目 - 釜利谷東二丁目）
- 横浜市道泥亀釜利谷線（釜利谷東六丁目 - 君ケ崎交差点）

## 通過する自治体
- 神奈川県
  - 横浜市
    - 金沢区
    - 磯子区
    - 港南区

## 交差する道路
- 環状3号線 横浜市磯子区栗木 栗木交差点
- 神奈川県道22号横浜伊勢原線 横浜市磯子区栗木 名称なし（栗木交差点から約220m）
- 環状2号線 横浜市港南区笹下 打越交差点

※神奈川県道22号横浜伊勢原線とは関ノ下交差点から栗木付近まで重複する。神奈川県道22号横浜伊勢原線と本道路が混同されやすいのはこのためである。

## 道路の様子
- 2本のシールドトンネルの二本松トンネルで磯子・金沢区界を越える。同トンネル金沢側出口から釜利谷高校付近に掛けての上り線は、4車線化前は金沢自然公園の駐車場として使われていた。上部を横浜横須賀道路並木支線が通過するが、直接出入りは出来ない。
- 釜利谷交差点から金沢文庫駅方面へ抜ける旧道があり、バイパスとして使われている。
- 金沢文庫駅付近で京急本線をオーバーパスする。下り線側に歩道を併設するための準備工事の跡があるが、横断地下道が設けられたために使用されていない。

## 利用状況
横浜市金沢区・磯子区西部の住宅地から上大岡方面へ抜ける道路なので、通勤利用者が多い。栗木交差点以北はほぼ2車線である上、バスの本数も多いため車の通過状態が悪い。また、神奈川県道22号横浜伊勢原線と併せて、国道16号のバイパスとしても使えるので、国道渋滞時には頻繁に利用される。